# Elecciones regionales de Piura de 2010
Las elecciones regionales de Piura de 2010 se llevaron a cabo el 3 de octubre de 2010 para elegir al presidente regional, al vicepresidente regional y al Consejo Regional para el periodo 2011-2015. La elección se celebró simultáneamente con elecciones regionales y municipales (provinciales y distritales) en todo el Perú.

## Sistema electoral
El Gobierno Regional de Piura es el órgano administrativo y de gobierno del departamento de Piura. Está compuesto por el gobernador regional, el vicegobernador regional y el Consejo Regional.
La votación se realiza en base al sufragio universal, que comprende a todos los ciudadanos nacionales mayores de dieciocho años, empadronados y residentes en el departamento de Piura y en pleno goce de sus derechos políticos.
El presidente y vicepresidente regional son elegidos por sufragio directo. Para que un candidato sea proclamado ganador debe obtener no menos de 30 % de votos válidos. En caso ningún candidato logre ese porcentaje en la primera vuelta electoral, los dos candidatos más votados participan en una segunda vuelta o balotaje.
El Consejo Regional de Piura está compuesto por 8 consejeros elegidos por sufragio directo para un período de cuatro (4) años. La votación es por lista cerrada y bloqueada. Cada provincia del departamento de Piura constituye una circunscripción electoral. Se asigna a la lista ganadora los escaños según el método d'Hondt. La distribución y el número de consejeros regionales es la siguiente:
| Circunscripción                                                         | Escaños | Mapa |
| ----------------------------------------------------------------------- | ------- | ---- |
| Ayabaca, Huancabamba, Morropón, Paita, Piura, Sechura, Sullana y Talara | 1       |      |

## Composición del Consejo Regional de Piura
La siguiente tabla muestra la composición del Consejo Regional de Piura antes de las elecciones.
| Partidos | Partidos                          | Consejeros |
| -------- | --------------------------------- | ---------- |
|          | Partido Aprista Peruano           | 5          |
|          | Movimiento Regional Obras + Obras | 1          |
|          | Unidad Nacional                   | 1          |
|          | Movimiento de Desarrollo Local    | 1          |

## Partidos y candidatos
A continuación se muestra una lista de los principales partidos y alianzas electorales que participaron en las elecciones:
| Candidatura | Candidatura       | Partidos y alianzas                                                                                          | Candidatos | Candidatos              | Ideología                                               | Resultado previo | Resultado previo | Ref. |
| Candidatura | Candidatura       | Partidos y alianzas                                                                                          | Candidatos | Candidatos              | Ideología                                               | Votos (%)        | Con.             | Ref. |
| ----------- | ----------------- | --- | ---------- | ----------------------- | ------------------------------------------------------- | ---------------- | ---------------- | ---- |
|             | APRA              | Lista - Partido Aprista Peruano (APRA)                                                                       |            | César Trelles Lara      | Aprismo                                                 | 24.71%           | 5                |      |
|             | Obras + Obras     | Lista - Movimiento Regional Obras + Obras (Obras + Obras)                                                    |            | Luis Gulman Checa       | Regionalismo piurano                                    | 22.16%           | 1                |      |
|             | MODELO            | Lista - Movimiento de Desarrollo Local (MODELO)                                                              |            | Luis Pella Granda       | Regionalismo piurano                                    | 12.17%           | 1                |      |
|             | AP                | Lista - Acción Popular (AP)                                                                                  |            | Iván Calderón Castillo  | Humanismo Nacionalismo cívico Reformismo                | Nuevo            | Nuevo            |      |
|             | PP                | Lista - Perú Posible (PP)                                                                                    |            | Edwin Vegas Gallo       | Socioliberalismo Democracia liberal Tercera vía         | Nuevo            | Nuevo            |      |
|             | FDP               | Lista - Fonavistas del Perú (FDP)                                                                            |            | Armengol Ríos García    | Socialismo Nacionalismo de izquierda Ecologismo         | Nuevo            | Nuevo            |      |
|             | F2011             | Lista - Fuerza 2011 (F2011)                                                                                  |            | Fernando Cáceres Rosell | Fujimorismo Conservadurismo social Populismo de derecha | Nuevo            | Nuevo            |      |
|             | MSP               | Lista - Movimiento Socialista del Perú (MSP)                                                                 |            | Manuel Mejía Antón      | Socialismo Regionalismo piurano                         | Nuevo            | Nuevo            |      |
|             | FR                | Lista - Movimiento Independiente Fuerza Regional (FR)                                                        |            | Servando García Correa  | Regionalismo piurano                                    | Nuevo            | Nuevo            |      |
|             | Piura Emprend.    | Lista - Piura Emprendedor (Piura Emprendedor)                                                                |            | José Rentería Rojas     | Regionalismo piurano                                    | Nuevo            | Nuevo            |      |
|             | Sentimie. Piurano | Lista - Sentimiento Piurano (Sentimiento Piurano)                                                            |            | Juan Coro Jaramillo     | Regionalismo piurano                                    | Nuevo            | Nuevo            |      |
|             | CR–APyD           | Lista - Unidos Construyendo (CR–APyD) – Construyendo Región (CR) – Alternativa de Paz y Desarrollo (APyD)    |            | Javier Atkins Lerggios  | Regionalismo piurano                                    | Nuevo            | Nuevo            |      |
|             | MAS–RPT           | Lista - Unidad Regional (MAS–RPT) – Movimiento de Afirmación Social - Acción (MAS) – Región para Todos (RPT) |            | Jorge Benites Pereyra   | Regionalismo piurano                                    | Nuevo            | Nuevo            |      |

## Resultados

### Gobierno Regional de Piura
|                      | Javier Atkins Lerggios  | Unidos Construyendo (CR–APyD)                     | 319,790   | 46.49 |  |  |  |
|                      | César Trelles Lara      | Partido Aprista Peruano (APRA)                    | 104,870   | 15.25 |  |  |  |
|                      | Luis Gulman Checa       | Movimiento Regional Obras + Obras (Obras + Obras) | 67,115    | 9.76  |  |  |  |
|                      | Jorge Benites Pereyra   | Unidad Regional (MAS–RPT)                         | 47,876    | 6.96  |  |  |  |
|                      | Servando García Correa  | Movimiento Independiente Fuerza Regional (FR)     | 47,231    | 6.87  |  |  |  |
|                      | Fernando Cáceres Rosell | Fuerza 2011 (F2011)                               | 23,520    | 3.42  |  |  |  |
|                      | Iván Calderón Castillo  | Acción Popular (AP)                               | 20,650    | 3.00  |  |  |  |
|                      | Luis Pella Granda       | Movimiento de Desarrollo Local (MODELO)           | 18,804    | 2.73  |  |  |  |
|                      | Edwin Vegas Gallo       | Perú Posible (PP)                                 | 16,925    | 2.46  |  |  |  |
|                      | Manuel Mejía Antón      | Movimiento Socialista del Perú (MSP)              | 7,203     | 1.05  |  |  |  |
|                      | Armengol Ríos García    | Fonavistas del Perú (FDP)                         | 5,725     | 0.83  |  |  |  |
|                      | Juan Coro Jaramillo     | Sentimiento Piurano (Sentimiento Piurano)         | 4,828     | 0.70  |  |  |  |
|                      | José Rentería Rojas     | Piura Emprendedor (Piura Emprendedor)             | 3,336     | 0.48  |  |  |  |
|                      |                         |                                                   |           |       |  |  |  |
| Total                | Total                   | Total                                             | 687,873   |       |  |  |  |
|                      |                         |                                                   |           |       |  |  |  |
| Votos válidos        | Votos válidos           | Votos válidos                                     | 687,873   | 72.45 |  |  |  |
| Votos en blanco      | Votos en blanco         | Votos en blanco                                   | 169,300   | 17.83 |  |  |  |
| Votos nulos          | Votos nulos             | Votos nulos                                       | 92,332    | 9.72  |  |  |  |
| Votos emitidos       | Votos emitidos          | Votos emitidos                                    | 949,505   | 87.39 |  |  |  |
| Abstenciones         | Abstenciones            | Abstenciones                                      | 136,984   | 12.61 |  |  |  |
| Votantes registrados | Votantes registrados    | Votantes registrados                              | 1,086,489 |       |  |  |  |
|                      |                         |                                                   |           |       |  |  |  |
| Fuente:              |                         |                                                   |           |       |  |  |  |

### Consejo Regional de Piura
|                        |                                                   |              |              |              |         |         |  |  |
| Partidos y coaliciones | Partidos y coaliciones                            | Voto popular | Voto popular | Voto popular | Escaños | Escaños |  |  |
| Partidos y coaliciones | Partidos y coaliciones                            | Votos        | %            | ±pp          | Total   | +/−     |  |  |
|                        | Unidos Construyendo (CR–APyD)                     | 250,864      | 41.03        | Nuevo        | 7       | +7      |  |  |
|                        | Partido Aprista Peruano (APRA)                    | 92,056       | 15.06        | –9.65        | 0       | –5      |  |  |
|                        | Movimiento Regional Obras + Obras (Obras + Obras) | 76,723       | 12.55        | –9.61        | 0       | –1      |  |  |
|                        | Movimiento Independiente Fuerza Regional (FR)     | 47,428       | 7.76         | Nuevo        | 1       | +1      |  |  |
|                        | Unidad Regional (MAS–RPT)                         | 33,208       | 5.43         | Nuevo        | 0       | ±0      |  |  |
|                        | Fuerza 2011 (F2011)                               | 24,833       | 4.06         | Nuevo        | 0       | ±0      |  |  |
|                        | Movimiento de Desarrollo Local (MODELO)           | 22,592       | 3.69         | –8.48        | 0       | –1      |  |  |
|                        | Acción Popular (AP)                               | 22,192       | 3.63         | n/a          | 0       | ±0      |  |  |
|                        | Perú Posible (PP)                                 | 16,895       | 2.76         | n/a          | 0       | ±0      |  |  |
|                        | Movimiento Socialista del Perú (MSP)              | 11,052       | 1.81         | Nuevo        | 0       | ±0      |  |  |
|                        | Fonavistas del Perú (FDP)                         | 5,505        | 0.90         | Nuevo        | 0       | ±0      |  |  |
|                        | Sentimiento Piurano (Sentimiento Piurano)         | 4,745        | 0.78         | Nuevo        | 0       | ±0      |  |  |
|                        | Piura Emprendedor (Piura Emprendedor)             | 3,353        | 0.55         | Nuevo        | 0       | ±0      |  |  |
|                        |                                                   |              |              |              |         |         |  |  |
| Total                  | Total                                             | 611,446      |              |              | 8       | ±0      |  |  |
|                        |                                                   |              |              |              |         |         |  |  |
| Votos válidos          | Votos válidos                                     | 611,446      | 64.40        | –20.94       |         |         |  |  |
| Votos en blanco        | Votos en blanco                                   | 247,891      | 26.11        | +18.79       |         |         |  |  |
| Votos nulos            | Votos nulos                                       | 90,168       | 9.50         | +2.15        |         |         |  |  |
| Votos emitidos         | Votos emitidos                                    | 949,505      | 87.39        | –1.04        |         |         |  |  |
| Abstenciones           | Abstenciones                                      | 136,984      | 12.61        | +1.04        |         |         |  |  |
| Votantes registrados   | Votantes registrados                              | 1,086,489    |              |              |         |         |  |  |
|                        |                                                   |              |              |              |         |         |  |  |
| Fuente:                |                                                   |              |              |              |         |         |  |  |

### Autoridades electas
| Cargo                                         | Autoridad electa | Autoridad electa           | Partido político | Partido político                         |
| --------------------------------------------- | ---------------- | -------------------------- | ---------------- | ---------------------------------------- |
| Presidente Regional de Piura                  |                  | Javier Atkins Lerggios     |                  | Unidos Construyendo (CR)                 |
| Vicepresidente Regional de Piura              |                  | Maximiliano Ruiz Rosales   |                  | Unidos Construyendo (IND)                |
| Consejero Regional de Piura (por Ayabaca)     |                  | Baldomero Marchena Tacure  |                  | Unidos Construyendo (IND)                |
| Consejera Regional de Piura (por Huancabamba) |                  | Uristela Martínez Ojeda    |                  | Movimiento Independiente Fuerza Regional |
| Consejero Regional de Piura (por Morropón)    |                  | Porfirio Valladolid Frías  |                  | Unidos Construyendo (CR)                 |
| Consejera Regional de Piura (por Paita)       |                  | Vanessa Periche Boulangger |                  | Unidos Construyendo (IND)                |
| Consejero Regional de Piura (por Piura)       |                  | José Neira Arisméndiz      |                  | Unidos Construyendo (IND)                |
| Consejero Regional de Piura (por Sechura)     |                  | Tomás Fiestas Eche         |                  | Unidos Construyendo (IND)                |
| Consejera Regional de Piura (por Sullana)     |                  | Luis Garufi Vidal          |                  | Unidos Construyendo (APyD)               |
| Consejera Regional de Piura (por Talara)      |                  | Mónica Juárez Haro         |                  | Unidos Construyendo (IND)                |